# 78e cérémonie des Golden Globes
La 78e cérémonie des Golden Globes, organisée par la Hollywood Foreign Press Association, se tient le 28 février 2021 et récompense les films et séries télévisées américains diffusés en 2020, ainsi que les professionnels s'étant distingués durant cette année. La date de la cérémonie est exceptionnellement décalée en février à cause de la pandémie de Covid-19, alors qu'elle se déroule normalement chaque année au début du mois de janvier.
Les actrices Tina Fey et Amy Poehler sont une nouvelle fois choisies pour animer la cérémonie. Elles reviennent ainsi à la présentation après avoir été les hôtes des cérémonies 2013, 2014 et 2015. Elles succèdent à l'humoriste britannique Ricky Gervais qui avait animé la cérémonie précédente.
Les nominations sont annoncées le 3 février 2021 au Beverly Hilton par Sarah Jessica Parker et Taraji P. Henson. Le Cecil B. DeMille Award est attribué à Jane Fonda pour récompenser l'ensemble de sa carrière.
La cérémonie a lieu simultanément à Los Angeles depuis le Beverly Hilton, ainsi qu'à Manhattan depuis le Rainbow Room.

## Présentateurs et intervenants
- Tina Fey, maîtresse de cérémonie

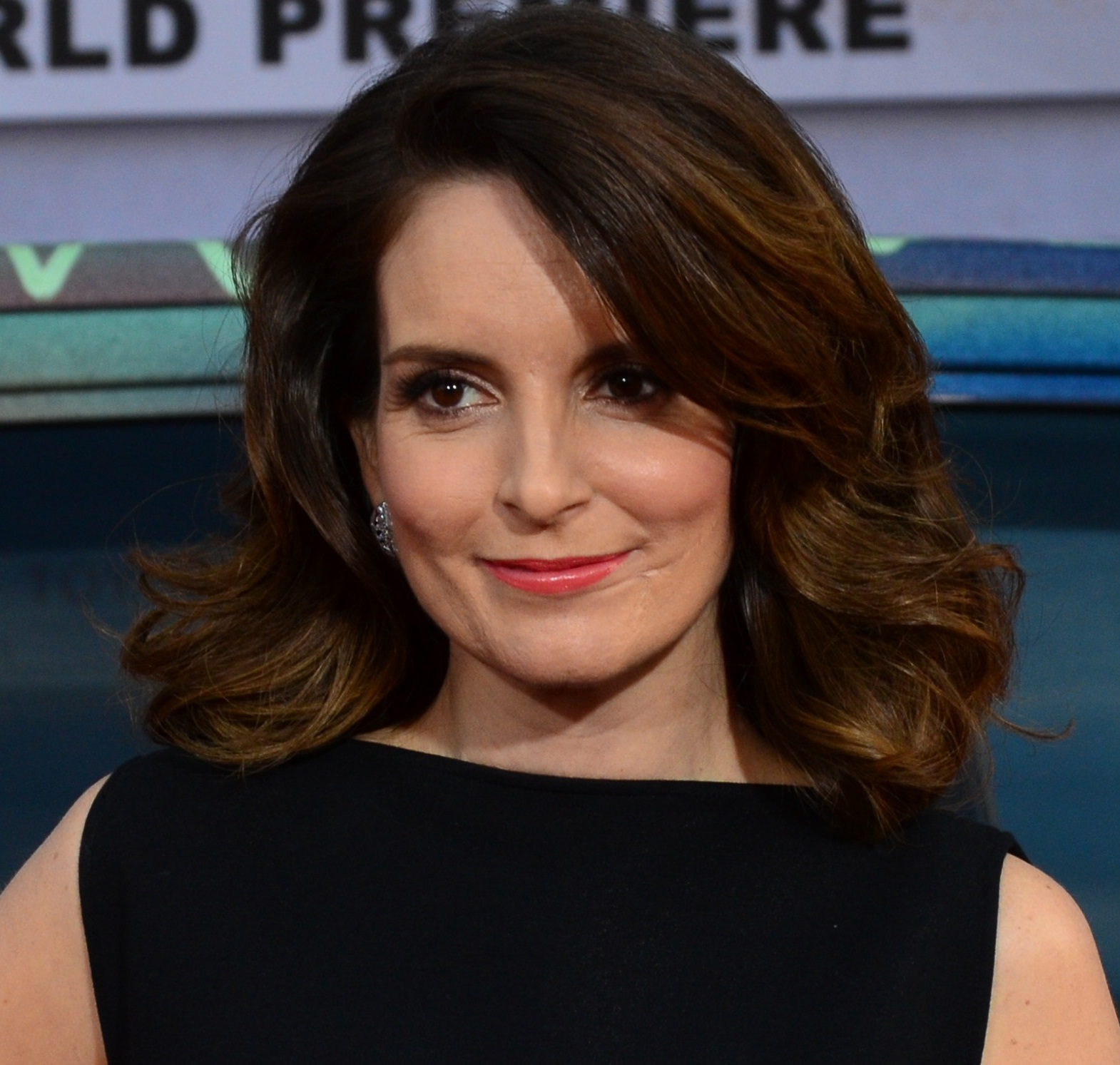
Tina Fey, présentatrice de la cérémonie.

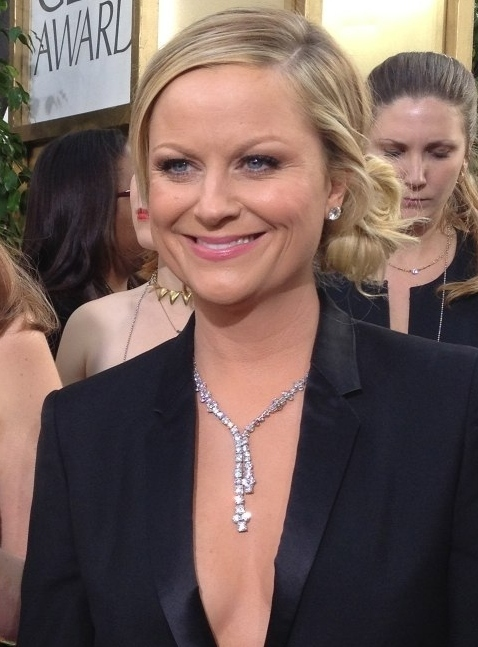
Amy Poehler, présentatrice de la cérémonie.

- Amy Poehler, maîtresse de cérémonie

Les personnalités suivantes ont remis des prix lors de la cérémonie,, :
- Laura Dern présente le Meilleur acteur dans un second rôle dans un film
- Angela Bassett présente le Meilleur acteur dans un second rôle dans une série, une mini-série ou un téléfilm
- Colin Farrell présente le film The Father
- Christian Slater présente la Meilleure actrice dans une série musicale ou comique
- Tiffany Haddish présente le Meilleur film d'animation
- Yahya Abdul-Mateen II présente le film Les Sept de Chicago
- Amanda Seyfried présente le film Mank
- Justin Theroux présente le Meilleur acteur dans une mini-série ou un téléfilm
- Cynthia Erivo présente le Meilleur scénario de film
- Sarah Paulson présente le film The Prom
- Tina Fey et Amy Poehler présentent le Carol Burnett Award et le Cecil B. DeMille Award
- Salma Hayek présente le film Nomadland
- Kevin Bacon et Kyra Sedgwick présentent la Meilleure actrice dans un second rôle dans une série dramatique
- Tracy Morgan présente la Meilleure chanson originale et la Meilleure musique originale
- Kate Hudson présente le film Music
- Sterling K. Brown et Susan Kelechi Watson présentent le Meilleur acteur dans une série musicale ou comique et la Meilleure série musicale ou comique
- Ben Stiller présente la Meilleure actrice dans un film musical ou comique
- Margot Robbie présente le film Promising Young Woman
- Anthony Anderson présente le Meilleur acteur dans une série dramatique
- Gal Gadot présente le Meilleur film en langue étrangère
- Kenan Thompson présente la Meilleure série dramatique
- Ava Duvernay présente le film Hamilton
- Jamie Lee Curtis présente la Meilleure actrice dans un second rôle dans un film
- Christopher Meloni présente la Meilleure actrice dans une série, une mini-série ou un téléfilm
- Jeanise Jones présente le film Borat, nouvelle mission filmée
- Rosie Perez présente la Meilleure actrice dans un second rôle dans une mini-série ou un téléfilm et la Meilleure mini-série ou téléfilm
- Renée Zellweger présente le Meilleur acteur dans un film dramatique
- Bryce Dallas Howard présente le Meilleur réalisateur
- Sandra Oh présente le film Palm Springs
- Annie Mumolo et Kristen Wiig présentent le Meilleur film musical ou comique
- Awkwafina présente le Meilleur acteur dans un film musical ou comique
- Joaquin Phoenix présente la Meilleure actrice dans un film dramatique
- Michael Douglas et Catherine Zeta-Jones présentent le Meilleur film dramatique

## Palmarès

### Cinéma

#### Meilleur film dramatique
- Nomadland
  - Mank
  - The Father
  - Promising Young Woman
  - Les Sept de Chicago

#### Meilleur film musical ou comédie
- Borat, nouvelle mission filmée
  - Hamilton
  - Music
  - Palm Springs
  - The Prom

#### Meilleure réalisation
- Chloé Zhao pour Nomadland
  - David Fincher pour Mank
  - Regina King pour One Night in Miami
  - Aaron Sorkin pour Les Sept de Chicago
  - Emerald Fennell pour Promising Young Woman

#### Meilleur acteur dans un film dramatique
- Chadwick Boseman pour le rôle de Levee dans Le Blues de Ma Rainey (Ma Rainey's Black Bottom)
  - Riz Ahmed pour le rôle de Ruben dans Sound of Metal
  - Anthony Hopkins pour le rôle d'Anthony dans The Father
  - Gary Oldman pour le rôle d'Herman J. Mankiewicz dans Mank
  - Tahar Rahim pour le rôle de Mohamedou Ould Slahi dans Désigné coupable (The Mauritanian)

#### Meilleure actrice dans un film dramatique
- Andra Day pour le rôle de Billie Holiday dans Billie Holiday : Une affaire d'État (The United States vs. Billie Holiday)
  - Viola Davis pour le rôle de Ma Rainey dans Le Blues de Ma Rainey (Ma Rainey's Black Bottom)
  - Vanessa Kirby pour le rôle de Martha dans Pieces of a Woman
  - Frances McDormand pour le rôle de Fern dans Nomadland
  - Carey Mulligan pour le rôle de Cassandra dans Promising Young Woman

#### Meilleur acteur dans un film musical ou une comédie
- Sacha Baron Cohen pour le rôle de Borat dans Borat, nouvelle mission filmée (Borat Subsequent Moviefilm: Delivery of Prodigious Bribe to American Regime for Make Benefit Once Glorious Nation of Kazakhstan)
  - James Corden pour le rôle de Barry Glickman dans The Prom
  - Lin-Manuel Miranda pour le rôle d'Alexander Hamilton dans Hamilton
  - Dev Patel pour le rôle de David Copperfield dans The Personal History of David Copperfield
  - Andy Samberg pour le rôle de Nyles dans Palm Springs

#### Meilleure actrice dans un film musical ou une comédie
- Rosamund Pike pour le rôle de Marla Grayson dans I Care a Lot
  - Maria Bakalova pour le rôle de Tutar Sagdiyeva dans Borat, nouvelle mission filmée (Borat Subsequent Moviefilm: Delivery of Prodigious Bribe to American Regime for Make Benefit Once Glorious Nation of Kazakhstan)
  - Kate Hudson pour le rôle de Zu dans Music
  - Michelle Pfeiffer pour le rôle de Frances Price dans French Exit
  - Anya Taylor-Joy pour le rôle d'Emma Woodhouse dans Emma.

#### Meilleur acteur dans un second rôle
- Daniel Kaluuya pour le rôle de Fred Hampton dans Judas and the Black Messiah
  - Sacha Baron Cohen pour le rôle d'Abbie Hoffman dans Les Sept de Chicago (The Trial of the Chicago 7)
  - Jared Leto pour le rôle d'Albert Sparma dans Une affaire de détails (The Little Things)
  - Bill Murray pour le rôle de Felix dans On the Rocks
  - Leslie Odom Jr. pour le rôle de Sam Cooke dans One Night in Miami

#### Meilleure actrice dans un second rôle
- Jodie Foster pour le rôle de Nancy Hollander dans Désigné coupable (The Mauritanian)
  - Glenn Close pour le rôle de Bonnie Vance dans Une ode américaine (Hillbilly Elegy)
  - Olivia Colman pour le rôle d'Anne dans The Father
  - Amanda Seyfried pour le rôle de Marion Davies dans Mank
  - Helena Zengel pour le rôle de Johanna Leonberger dans La Mission (News of the World)

#### Meilleur scénario
- Aaron Sorkin pour Les Sept de Chicago (The Trial of the Chicago 7)
  - Jack Fincher pour Mank
  - Emerald Fennell pour Promising Young Woman
  - Christopher Hampton et Florian Zeller pour The Father
  - Chloé Zhao pour Nomadland

#### Meilleure chanson originale
- Io sì (Seen) dans La Vie devant soi (La vita davanti a sé) - Laura Pausini et Niccolò Agliardi
  - Hear My Voice dans Les Sept de Chicago (The Trial of the Chicago 7) - Celeste
  - Fight for You dans Judas and the Black Messiah - H.E.R.
  - Speak Now dans One Night in Miami - Sam Ashworth
  - Tigress & Tweed dans Billie Holiday : Une affaire d'État (The United States vs. Billie Holiday) - Andra Day et Raphael Saadiq

#### Meilleure musique de film
- Soul - Jon Batiste, Atticus Ross et Trent Reznor
  - Tenet - Ludwig Göransson
  - La Mission - James Newton Howard
  - Mank - Atticus Ross et Trent Reznor
  - Minuit dans l'univers - Alexandre Desplat

#### Meilleur film en langue étrangère
- Minari de Lee Isaac Chung -  États-Unis (en coréen)
  - La Llorona de Jayro Bustamante -  Guatemala (en espagnol)
  - La Vie devant soi de Edoardo Ponti -  Italie (en italien, espagnol, hébreu et roumain)
  - Drunk (Druk) de Thomas Vinterberg -  Danemark (en danois et suédois)
  - Deux de Filippo Meneghetti -  États-Unis  France (en français)

#### Meilleur film d'animation
- Soul
  - En avant (Onward)
  - Voyage vers la Lune (Over the Moon)
  - Les Croods 2 (The Croods: A New Age)
  - Le Peuple Loup (WolfWalkers)

### Télévision

#### Meilleure série dramatique
- The Crown
  - Lovecraft Country
  - The Mandalorian
  - Ozark
  - Ratched

#### Meilleure série musicale ou comique
- Bienvenue à Schitt's Creek (Schitt's Creek)
  - The Flight Attendant
  - The Great
  - Emily in Paris
  - Ted Lasso

#### Meilleure mini-série ou meilleur téléfilm
- Le Jeu de la dame (The Queen's Gambit)
  - Normal People
  - Small Axe
  - The Undoing
  - Unorthodox

#### Meilleur acteur dans une série dramatique
- Josh O'Connor pour le rôle du Prince Charles dans The Crown
  - Jason Bateman pour le rôle de Martin "Marty" Byrde dans Ozark
  - Bob Odenkirk pour le rôle de Saul Goodman dans Better Call Saul
  - Al Pacino pour le rôle de Meyer Offerman dans Hunters
  - Matthew Rhys pour le rôle de Perry Mason pour Perry Mason

#### Meilleure actrice dans une série dramatique
- Emma Corrin pour le rôle de Diana Spencer dans The Crown
  - Olivia Colman pour le rôle de la reine Élisabeth II dans The Crown
  - Jodie Comer pour le rôle de Villanelle dans Killing Eve
  - Laura Linney pour le rôle de Wendy Byrde dans Ozark
  - Sarah Paulson pour le rôle de l'infirmière Ratched pour Ratched

#### Meilleur acteur dans une série musicale ou comique
- Jason Sudeikis pour le rôle de Ted Lasso dans Ted Lasso
  - Don Cheadle pour le rôle de Maurice Monroe dans Black Monday
  - Nicholas Hoult pour le rôle de Pierre III dans The Great
  - Eugene Levy pour le rôle de Johnny Rose dans Bienvenue à Schitt's Creek (Schitt's Creek)
  - Ramy Youssef pour le rôle de Ramy Hassan pour Ramy

#### Meilleure actrice dans une série musicale ou comique
- Catherine O’Hara pour le rôle de Moira Rose pour Bienvenue à Schitt's Creek (Schitt's Creek)
  - Lily Collins pour le rôle de Emily Cooper dans Emily in Paris
  - Kaley Cuoco pour le rôle de Cassie Bowden dans The Flight Attendant
  - Elle Fanning pour le rôle de Catherine II dans The Great
  - Jane Levy pour le rôle de Zoey Clarke dans Zoey et son incroyable playlist (Zoey's Extraordinary Playlist)

#### Meilleur acteur dans une mini-série ou un téléfilm
- Mark Ruffalo pour le rôle de Dominick/Thomas Birdsey pour I Know This Much Is True
  - Bryan Cranston pour le rôle de Michael Desiato dans Your Honor
  - Jeff Daniels pour le rôle de James Comey dans The Comey Rule
  - Hugh Grant pour le rôle de Jonathan Fraser dans The Undoing
  - Ethan Hawke pour le rôle de John Brown dans The Good Lord Bird

#### Meilleure actrice dans une mini-série ou un téléfilm
- Anya Taylor-Joy pour le rôle de Beth Harmon pour Le Jeu de la dame (The Queen's Gambit)
  - Cate Blanchett pour le rôle de Phyllis Schlafly dans Mrs. America
  - Daisy Edgar-Jones pour le rôle de Marianne Sheridan dans Normal People
  - Shira Haas pour le rôle de Esther "Esty" Shapiro dans Unorthodox
  - Nicole Kidman pour le rôle de Grace Fraser dans The Undoing

#### Meilleur acteur dans un second rôle dans une série, une mini-série ou un téléfilm
- John Boyega pour le rôle de Leroy Logan dans Small Axe
  - Brendan Gleeson pour le rôle de Donald Trump dans The Comey Rule
  - Dan Levy pour le rôle de David Rose dans Bienvenue à Schitt's Creek (Schitt's Creek)
  - Jim Parsons pour le rôle de Henry Wilson dans Hollywood
  - Donald Sutherland pour le rôle de Franklin Reinhardt pour The Undoing

#### Meilleure actrice dans un second rôle dans une série, une mini-série ou un téléfilm
- Gillian Anderson pour le rôle de Margaret Thatcher dans The Crown
  - Helena Bonham Carter pour le rôle de Margaret du Royaume-Uni dans The Crown
  - Julia Garner pour le rôle de Ruth Langmore dans Ozark
  - Annie Murphy pour le rôle de Alexis Rose dans Bienvenue à Schitt's Creek (Schitt's Creek)
  - Cynthia Nixon pour le rôle de Gwendolyn Briggs pour Ratched

### Récompenses spéciales

#### Cecil B. DeMille Award
- Jane Fonda

#### Carol Burnett Award
- Norman Lear[8]

#### Golden Globe Ambassador
- Satchel Lee et Jackson Lee[9]

## Statistiques

### Nominations multiples

#### Cinéma
- 6 : Mank
- 5 : Les Sept de Chicago
- 4 : Nomadland, Promising Young Woman et The Father
- 3 : Borat, nouvelle mission filmée et One Night in Miami
- 2 : Hamilton, Judas and the Black Messiah, Palm Springs, La Vie devant soi, The Prom, Music, Soul, La Mission, et Désigné coupable

#### Télévision
- 6 : The Crown
- 5 : Bienvenue à Schitt's Creek
- 4 : Ozark et The Undoing
- 3 : Ratched et The Great
- 2 : The Comey Rule, Emily in Paris, The Flight Attendant, Normal People, Small Axe, Le Jeu de la dame, Ted Lasso et Unorthodox

### Récompenses multiples

#### Cinéma
- 2 : Soul, Nomadland et Borat, nouvelle mission filmée

#### Télévision
- 4 : The Crown
- 2 : Bienvenue à Schitt's Creek et Le Jeu de la dame

### Grands perdants
- 0/6 : Mank
- 1/5 : Les Sept de Chicago
- 0/4 : Promising Young Woman, The Father, Ozark et The Undoing